# Arx Fatalis
Arx Fatalis este un joc video first-person RPG parțial sursă deschisă dezvoltat pentru Xbox și PC de Arkane Studios, un producător francez de jocuri video din Lyon. Jocul a apărut în noiembrie 2002. 
Grafica jocului Arx Fatalis a fost foarte mult influențată de jocuri ale fostului producător Looking Glass Studios, mai ales de jocul Ultima Underworld. Arkane Studios a lucrat inițial la Arx Fatalis în intenția de a-l lansa pe piață sub denumirea Ultima Underworld III, totuși din cauză că nu a obținut licența l-a distribuit sub acest nume.  
Arx Fatalis (latină: "fortăreața letală") are loc într-o lume fără soare, lucru care a forțat creaturile să se adăpostească în caverne subterane. Acțiunea din joc are loc într-una din aceste uriașe caverne, unde locuitorii din mai multe rase (troli, goblini, pitici, oameni, etc.) și-au făcut locuințe în diverse niveluri ale cavernei. Jucătorul se trezește în interiorul unei închisori, într-o celulă și trebuie să evadeze, eventual să descopere misiunea sa (de a-l prinde și întemnița pe Zeul Distrugerii, Akbaa, care încearcă să-și facă simțită prezența în Arx).